# Seznam znaků republik Sovětského svazu
Ve všech znacích republik Svazu sovětských socialistických republik převažovaly srp a kladivo a rudá hvězda, které symbolizovaly komunismus, a vycházející slunce (i když v případě Lotyšské SSR, protože Baltské moře leží západně od Lotyšska, by se dalo vykládat jako zapadající slunce), obklopené pšeničným věncem (s výjimkou Karelo-finské SSR s žitným věncem). Na každém z nich bylo také umístěno státní heslo SSSR "Proletáři všech zemí, spojte se!" v jazyce republiky i v ruštině. Kromě těchto opakujících se motivů obsahovaly znaky mnoha sovětských republik také prvky, které byly charakteristické pro jejich místní krajinu, hospodářství nebo kulturu.
Tyto znaky bývají často označovány jako erby, ale protože se (záměrně) neřídily pravidly heraldiky, většinu z nich za erby považovat nelze. Všechny se však řídily stejným základním vzorem, který někdy vedl k používání termínu "socialistická heraldika".
V následující tabulce jsou uvedeny konečné verze znaků sovětských republik před rozpadem SSSR v roce 1991 a také znaky dvou republik, které zanikly před tímto datem. Pro srovnání jsou uvedeny také státní znaky současných nástupnických států sovětských republik. Jak je vidět, většina asijských postsovětských republik používá znaky, které vycházejí ze znaků sovětské éry nebo je připomínají. Většina evropských republik se naopak vrátila ke svým tradičním předsovětským heraldickým znakům. Bělorusko používalo tradiční pahorek jako svůj znak od roku 1991 do roku 1995, kdy byl nahrazen novým znakem, který se velmi podobá návrhu ze sovětské éry. Kromě toho secesionistická Podněsterská moldavská republika (Podněstří), mezinárodně uznaná jako součást Moldavska, používá znak vycházející ze znaku Moldavské SSR (viz Státní znak Podněstří) a podobný znak si vytvořila i samozvaná Luhanská lidová republika, ovládající část Luhanské oblasti na Ukrajině.

## Znaky republik
| Znak                       | Republika          | Specifické rysy pro republiku                                                      | Specifické rysy pro republiku     | Období platnosti | Nástupnický stát | Současný znak | Článek o současném znaku  |
| -------------------------- | ------------------ | ---------------------------------------------------------------------------------- | --------------------------------- | ---------------- | ---------------- | ------------- | ------------------------- |
|                            | Ruská SFSR         | rostliny                                                                           | pšenice                           | 1978–1992        | Rusko            |               | Státní znak Ruska         |
| krajiny, geografické prvky | Ruská SFSR         |                                                                                    |                                   | 1978–1992        | Rusko            |               | Státní znak Ruska         |
| průmysl                    | Ruská SFSR         |                                                                                    |                                   | 1978–1992        | Rusko            |               | Státní znak Ruska         |
| ornamenty                  | Ruská SFSR         | barokní kartuše                                                                    |                                   | 1978–1992        | Rusko            |               | Státní znak Ruska         |
|                            | Ukrajinská SSR     | rostliny                                                                           | pšenice                           | 1949–1991        | Ukrajina         |               | Státní znak Ukrajiny      |
| krajiny, geografické prvky | Ukrajinská SSR     |                                                                                    |                                   | 1949–1991        | Ukrajina         |               | Státní znak Ukrajiny      |
| průmysl                    | Ukrajinská SSR     |                                                                                    |                                   | 1949–1991        | Ukrajina         |               | Státní znak Ukrajiny      |
| ornamenty                  | Ukrajinská SSR     | barokní kartuše                                                                    |                                   | 1949–1991        | Ukrajina         |               | Státní znak Ukrajiny      |
|                            | Běloruská SSR      | rostliny                                                                           | pšenice, jetel, len               | 1981—1991        | Bělorusko        |               | Státní znak Běloruska     |
| krajiny, geografické prvky | Běloruská SSR      |                                                                                    |                                   | 1981—1991        | Bělorusko        |               | Státní znak Běloruska     |
| průmysl                    | Běloruská SSR      |                                                                                    |                                   | 1981—1991        | Bělorusko        |               | Státní znak Běloruska     |
| ornamenty                  | Běloruská SSR      |                                                                                    |                                   | 1981—1991        | Bělorusko        |               | Státní znak Běloruska     |
|                            | Uzbecká SSR        | rostliny                                                                           | pšenice, bavlna                   | 1978-1991        | Uzbekistán       |               | Státní znak Uzbekistánu   |
| krajiny, geografické prvky | Uzbecká SSR        |                                                                                    |                                   | 1978-1991        | Uzbekistán       |               | Státní znak Uzbekistánu   |
| průmysl                    | Uzbecká SSR        |                                                                                    |                                   | 1978-1991        | Uzbekistán       |               | Státní znak Uzbekistánu   |
| ornamenty                  | Uzbecká SSR        |                                                                                    |                                   | 1978-1991        | Uzbekistán       |               | Státní znak Uzbekistánu   |
|                            | Kazašská SSR       | rostliny                                                                           | pšenice                           | 1978-1991        | Kazachstán       |               | Státní znak Kazachstánu   |
| krajiny, geografické prvky | Kazašská SSR       |                                                                                    |                                   | 1978-1991        | Kazachstán       |               | Státní znak Kazachstánu   |
| průmysl                    | Kazašská SSR       |                                                                                    |                                   | 1978-1991        | Kazachstán       |               | Státní znak Kazachstánu   |
| ornamenty                  | Kazašská SSR       |                                                                                    |                                   | 1978-1991        | Kazachstán       |               | Státní znak Kazachstánu   |
|                            | Gruzínská SSR      | rostliny                                                                           | pšenice, hrozny                   | 1981—1990        | Gruzie           |               | Státní znak Gruzie        |
| krajiny, geografické prvky | Gruzínská SSR      | Kavkaz                                                                             |                                   | 1981—1990        | Gruzie           |               | Státní znak Gruzie        |
| průmysl                    | Gruzínská SSR      |                                                                                    |                                   | 1981—1990        | Gruzie           |               | Státní znak Gruzie        |
| ornamenty                  | Gruzínská SSR      | gruzínský ornament se sedmicípou hvězdou z gruzínského erbu z doby před rokem 1921 |                                   | 1981—1990        | Gruzie           |               | Státní znak Gruzie        |
|                            | Ázerbájdžánská SSR | rostliny                                                                           | pšenice, bavlna                   | 1978-1991        | Ázerbájdžán      |               | Státní znak Ázerbájdžánu  |
| krajiny, geografické prvky | Ázerbájdžánská SSR | východ slunce na Kaspickém moři                                                    |                                   | 1978-1991        | Ázerbájdžán      |               | Státní znak Ázerbájdžánu  |
| průmysl                    | Ázerbájdžánská SSR | ropná vrtná souprava                                                               |                                   | 1978-1991        | Ázerbájdžán      |               | Státní znak Ázerbájdžánu  |
| ornamenty                  | Ázerbájdžánská SSR |                                                                                    |                                   | 1978-1991        | Ázerbájdžán      |               | Státní znak Ázerbájdžánu  |
|                            | Litevská SSR       | rostliny                                                                           | pšenice, dub                      | 1940–1990        | Litva            |               | Státní znak Litvy         |
| krajiny, geografické prvky | Litevská SSR       |                                                                                    |                                   | 1940–1990        | Litva            |               | Státní znak Litvy         |
| průmysl                    | Litevská SSR       |                                                                                    |                                   | 1940–1990        | Litva            |               | Státní znak Litvy         |
| ornamenty                  | Litevská SSR       |                                                                                    |                                   | 1940–1990        | Litva            |               | Státní znak Litvy         |
|                            | Moldavská SSR      | rostliny                                                                           | pšenice, kukuřice, hrušky, hrozny | 1981–1990        | Moldavsko        |               | Státní znak Moldavska     |
| krajiny, geografické prvky | Moldavská SSR      |                                                                                    |                                   | 1981–1990        | Moldavsko        |               | Státní znak Moldavska     |
| průmysl                    | Moldavská SSR      |                                                                                    |                                   | 1981–1990        | Moldavsko        |               | Státní znak Moldavska     |
| ornamenty                  | Moldavská SSR      |                                                                                    |                                   | 1981–1990        | Moldavsko        |               | Státní znak Moldavska     |
|                            | Lotyšská SSR       | rostliny                                                                           | pšenice, kukuřice, hrušky, hrozny | 1940–1990        | Lotyšsko         |               | Státní znak Lotyšska      |
| krajiny, geografické prvky | Lotyšská SSR       | Baltské moře                                                                       |                                   | 1940–1990        | Lotyšsko         |               | Státní znak Lotyšska      |
| průmysl                    | Lotyšská SSR       |                                                                                    |                                   | 1940–1990        | Lotyšsko         |               | Státní znak Lotyšska      |
| ornamenty                  | Lotyšská SSR       |                                                                                    |                                   | 1940–1990        | Lotyšsko         |               | Státní znak Lotyšska      |
|                            | Kyrgyzská SSR      | rostliny                                                                           | pšenice, bavlna                   | 1956–1991        | Kyrgyzstán       |               | Státní znak Kyrgyzstánu   |
| krajiny, geografické prvky | Kyrgyzská SSR      | Pohoří Ťan-šan                                                                     |                                   | 1956–1991        | Kyrgyzstán       |               | Státní znak Kyrgyzstánu   |
| průmysl                    | Kyrgyzská SSR      |                                                                                    |                                   | 1956–1991        | Kyrgyzstán       |               | Státní znak Kyrgyzstánu   |
| ornamenty                  | Kyrgyzská SSR      | kyrgyzské výšivky                                                                  |                                   | 1956–1991        | Kyrgyzstán       |               | Státní znak Kyrgyzstánu   |
|                            | Tádžická SSR       | rostliny                                                                           | pšenice, bavlna                   | 1940–1991        | Tádžikistán      |               | Státní znak Tádžikistánu  |
| krajiny, geografické prvky | Tádžická SSR       |                                                                                    |                                   | 1940–1991        | Tádžikistán      |               | Státní znak Tádžikistánu  |
| průmysl                    | Tádžická SSR       |                                                                                    |                                   | 1940–1991        | Tádžikistán      |               | Státní znak Tádžikistánu  |
| ornamenty                  | Tádžická SSR       |                                                                                    |                                   | 1940–1991        | Tádžikistán      |               | Státní znak Tádžikistánu  |
|                            | Arménská SSR       | rostliny                                                                           | pšenice, hrozny                   | 1937–1991        | Arménie          |               | Státní znak Arménie       |
| krajiny, geografické prvky | Arménská SSR       | Ararat                                                                             |                                   | 1937–1991        | Arménie          |               | Státní znak Arménie       |
| průmysl                    | Arménská SSR       |                                                                                    |                                   | 1937–1991        | Arménie          |               | Státní znak Arménie       |
| ornamenty                  | Arménská SSR       |                                                                                    |                                   | 1937–1991        | Arménie          |               | Státní znak Arménie       |
|                            | Turkmenská SSR     | rostliny                                                                           | pšenice, bavlna, hrozny           | 1978–1991        | Turkmenistán     |               | Státní znak Turkmenistánu |
| krajiny, geografické prvky | Turkmenská SSR     | turkmenská krajina                                                                 |                                   | 1978–1991        | Turkmenistán     |               | Státní znak Turkmenistánu |
| průmysl                    | Turkmenská SSR     | ropná vrtná souprava                                                               |                                   | 1978–1991        | Turkmenistán     |               | Státní znak Turkmenistánu |
| ornamenty                  | Turkmenská SSR     | detail gillamu z turkmenského koberce                                              |                                   | 1978–1991        | Turkmenistán     |               | Státní znak Turkmenistánu |
|                            | Estonská SSR       | rostliny                                                                           | žito, borovice, smrk              | 1940–1990        | Estonsko         |               | Státní znak Estonska      |
| krajiny, geografické prvky | Estonská SSR       |                                                                                    |                                   | 1940–1990        | Estonsko         |               | Státní znak Estonska      |
| průmysl                    | Estonská SSR       |                                                                                    |                                   | 1940–1990        | Estonsko         |               | Státní znak Estonska      |
| ornamenty                  | Estonská SSR       |                                                                                    |                                   | 1940–1990        | Estonsko         |               | Státní znak Estonska      |

### Znaky dříve zaniklých republik
| Znak                       | Republika         | Specifické rysy pro republiku | Specifické rysy pro republiku           | Období platnosti | Nástupnický stát                              | Znak | Nástupnický stát           | Současný znak |
| -------------------------- | ----------------- | ----------------------------- | --------------------------------------- | ---------------- | --------------------------------------------- | ---- | -------------------------- | ------------- |
|                            | Karelo-finská SSR | rostliny                      | žito, borovice                          | 1941-1956        | Karelská ASSR                                 |      | Karelská republika         |               |
| krajiny, geografické prvky | Karelo-finská SSR | Karelská krajina              |                                         | 1941-1956        | Karelská ASSR                                 |      | Karelská republika         |               |
| průmysl                    | Karelo-finská SSR |                               |                                         | 1941-1956        | Karelská ASSR                                 |      | Karelská republika         |               |
| ornamenty                  | Karelo-finská SSR |                               |                                         | 1941-1956        | Karelská ASSR                                 |      | Karelská republika         |               |
|                            | Zakavkazská SFSR  | rostliny                      | pšenice, bavlna, kukuřice, rýže, hrozny | 1930–1936        | Arménská SSR Ázerbájdžánská SSR Gruzínská SSR |      | Arménie Ázerbájdžán Gruzie |               |
| krajiny, geografické prvky | Zakavkazská SFSR  | Kavkaz                        |                                         | 1930–1936        | Arménská SSR Ázerbájdžánská SSR Gruzínská SSR |      | Arménie Ázerbájdžán Gruzie |               |
| průmysl                    | Zakavkazská SFSR  | továrna, ropné vrtné soupravy |                                         | 1930–1936        | Arménská SSR Ázerbájdžánská SSR Gruzínská SSR |      | Arménie Ázerbájdžán Gruzie |               |
| ornamenty                  | Zakavkazská SFSR  |                               |                                         | 1930–1936        | Arménská SSR Ázerbájdžánská SSR Gruzínská SSR |      | Arménie Ázerbájdžán Gruzie |               |

## Znaky postsovětských částečně uznaných statů

### Současné státy

Znak samozvané Podněsterské moldavské republiky
Znak samozvané Republiky Abcházie
Znak samozvané Republiky Jižní Osetie

### Zaniklé státy

Znak samozvané Čečenské republiky Ičkerie (1990–1997)
Znak samozvané Republiky Krym (2014)
Znak samozvané Luhanské lidové republiky (2014–2022)
Znak samozvané Doněcké lidové republiky (2014–2022)
Znak samozvané Republiky Arcach  (1991–2024)